# Craugastor angelicus
Craugastor angelicus is een kikker uit de familie Craugastoridae. De soort werd voor het eerst wetenschappelijk beschreven door Jay Mathers Savage in 1975. Oorspronkelijk werd de wetenschappelijke naam Eleutherodactylus angelicus gebruikt.
Craugastor angelicus komt alleen voor in de nevelwouden van Monteverde in Costa Rica. De soort wordt met uitsterven bedreigd en Craugastor angelicus is momenteel door de IUCN als kritiek geclassificeerd. Nadat de soort sinds 1994 niet meer was waargenomen, werd in 2016 een volwassen mannetje gezien in de Cordillera de Tilarán, langs de weg tussen Santa Elena de Monteverde en San Gerardo op een hoogte van circa 1.550 meter boven zeeniveau.